# Erythrolamprus torrenicola
Erythrolamprus torrenicola är en ormart som beskrevs av Donnelly och Myers 1991. Erythrolamprus torrenicola ingår i släktet Erythrolamprus och familjen snokar. Inga underarter finns listade i Catalogue of Life.
Denna orm förekommer med flera från varandra skilda populationer i Venezuela. Arten lever i kulliga områden och i bergstrakter mellan 300 och 1200 meter över havet. Individer hittades i buskskogar och savanner som domineras av växter från släktena Stegolepis och narrfikussläktet (Clusia) samt i fuktiga skogar. Honor lägger troligtvis ägg.
För beståndet är inga hot kända. IUCN listar arten som livskraftig (LC).